# Araxá
Araxá é um município brasileiro no interior do estado de Minas Gerais. Localiza-se no Triângulo Mineiro, a oeste da capital do estado, distando desta cerca de 367 km. Ocupa uma área de 1 164 km², sendo que 345 km² estão em perímetro urbano. Sua população, segundo a estimativa do IBGE de 2024, era de 117 677 habitantes, sendo o 28° município mais populoso de Minas Gerais.

## História
O nome “Araxá” provavelmente é de origem tupi-guarani, formado pela união dos termos “ara” e “cha”, que significariam, respectivamente, “lugar” e “alto/elevado”, ou seja, um “lugar” ou terreno elevado. Paralelamente, o termo também foi utilizado para identificar alguns grupos indígenas locais, denominados em algumas fontes históricas como Araxás (ou Arachás).
De acordo com as pesquisas arqueológicas mais recentes, os assentamentos mais antigos encontrados em Minas Gerais até o momento estão localizados na região de Lagoa Santa, com datações entre 11.000 a 9.000 AP (Antes do Presente). Nesses sítios foram identificadas pequenas lascas de quartzo, jaspe e calcedônia, geralmente brutas e algumas transformadas em raspadores, além de batedores e bigornas feitos com seixos de gnaisse e outras rochas. Por sua vez, diversos estudos arqueológicos empreendidos no Triângulo Mineiro apontam que os assentamentos mais antigos nesta região são de pelo menos do início da era cristã.
Caracterizada por conjunto de grandes e espessos vasilhames cerâmicos não decorados, de formatos que vão de semiesféricos a globulares, instrumentos líticos lascados e polidos – como machados, batedores e percutores - e assentamentos próximos a encostas suaves, a Tradição tecnológica Aratu-Sapucaí já foi identificada em três sítios arqueológicos até o momento. Denominados Lavra IV, Lavra VI e Canjica, esses sítios provavelmente representam os testemunhos mais antigos da presença de grupos humanos no município de Araxá. Outros seis sítios arqueológicos com fragmentos cerâmicos e materiais líticos (Sítio da Rampa, Lavra I, Lavra II, Lavra III, ARX 1 e Alto Bocaina 01) foram identificados e registrados nos últimos anos em Araxá, embora não tenha sido possível associá-los à nenhuma tradição tecnológica até o momento. Por outro lado, devido à grande quantidade de materiais líticos identificados na área do sítio Alto Bocaina 01, arqueólogos chegaram à conclusão de que se tratava de uma oficina lítica – ou seja, um local de coleta de matéria-prima e produção de diversos instrumentos feitos de rocha. Segundo consta, os afloramentos rochosos existentes no local - de qualidade adequada para produção de ferramentas líticas - bem como a boa visualização da paisagem de entorno, indica que se tratava de um acampamento de caça.
De acordo com estudos etnográficos e fontes primárias provenientes de estudiosos e exploradores entre os séculos XVI e XX, grupos Paresí (Aruak), Bororo e Sakriabá habitaram a região de Araxá, sendo também comum a presença de Kayapós próximos à atual divisa entre São Paulo e Minas Gerais. Como muitos outros povos ameríndios, detinham um estilo de vida nômade ou parcialmente sedentário, com as principais atividades econômicas voltadas para a caça e a coleta de peixes, aves e pequenos mamíferos, além da coleta de tubérculos e diversos gêneros de plantas.
Os Parecis (também chamados de Paryci, Cabexi e Mambare), foram pela primeira vez descritos em termos etnográficos pelo bandeirante paulista Antônio Pires Campos em expedição ao Mato Grosso, estando com eles na primeira metade do século XVIII, aproximadamente em 1720. Por sua vez, o termo kayapó (por vezes escrito "kaiapó" ou "caiapó") foi utilizado pela primeira vez no início do século XIX, embora os próprios se autodenominassem como "mebêngôkre", que significa "os homens do buraco/lugar d'água". Contudo, o conhecimento sobre os costumes e tradições desses grupos segue limitado pela falta de informações disponíveis. Sabe-se, entretanto, que os Kayapó contavam os meses por luas, faziam cerimônias fúnebres com danças e praticavam jogos como corrida com toras.
A partir de meados do século XVI, entradas e posteriormente bandeiras vindas da Bahia e São Paulo começaram a penetrar o atual território mineiro. Relações inicialmente pacíficas entre portugueses e populações indígenas acabaram tornando-se cada vez mais conflituosas nesta e em outras regiões da agora chamada América Portuguesa, na medida em que se intensificava o interesse pelo apresamento de indígenas e a busca por minas de ouro e outros metais preciosos. Ainda que constem relatos de que os Kayapó apresentavam grande resistência às investidas europeias no século XVIII, sendo considerados guerreiros temidos tanto pelos portugueses quanto pelos Tupi, esses e outros grupos indígenas foram paulatinamente escravizados, mortos ou expulsos para outras áreas. Durante os séculos seguintes após a chegada dos colonizadores europeus, a população indígena foi drasticamente reduzida, devido às “guerras justas” e em decorrência também dos seguidos aldeamentos, perseguições e capturas patrocinadas pelos jesuítas e pela coroa portuguesa. Apesar da drástica diminuição das populações indígenas, muitos de seus traços culturais mantiveram-se vivos, através da transformação e da miscigenação tanto entre grupos indígenas de etnias distintas, como entre estes grupos e as populações imigrantes, oriundas da África e da Europa, que aqui chegaram devido à colonização europeia.
A descoberta de minerais preciosos no norte da Capitania de São Paulo e Minas de Ouro fez com que uma parte dos esforços coloniais até então dirigidos à exploração de territórios distantes, captura de cativos indígenas e instalação de plantações de cana-de-açúcar se concentrasse nestas localidades. Conforme os volumes de minério extraídos tornaram-se expressivos, bem como todo esforço empregado na sua busca, o trabalho de escravos negros foi utilizado de forma cada vez mais constante, ocasionando um aumento populacional vertiginoso na Capitania das Minas Gerais.
Os primeiros povoados coloniais na região de Araxá foram criados em função do chamado “Caminho do Anhanguera” ou “Estrada dos Goyases”, o qual partia de São Paulo em direção às minas de Goiás e Mato Grosso, atravessando parte do “Sertão da Farinha Podre” – antiga denominação dada ao Triângulo Mineiro. De acordo com algumas fontes, esses primeiros povoados teriam se fixado em Desemboque, atual distrito do município de Sacramento. Nas margens desse caminho surgiram pousos, fazendas de gado e cavalgaduras, além de promover a instalação de povoados, tornando-se “razão de existência e sobrevivência” dos primeiros assentamentos populacionais que dariam origem a diversas cidades.
Todavia, a presença indígena no Sertão da Farinha Podre se manteve forte até pelo menos meados do século XVIII, a ponto de ser descrito no Conselho Ultramarino como um “mar de índios” entre 1748 e 1750. Os conflitos ocorriam principalmente contra os Kayapó, razão pela qual foram criados os Aldeamentos da Região do Antigo Araxá, tendo por intenção promover a segurança ao longo da Estrada dos Goyazes. Em um desses aldeamentos, denominado Rio das Pedras, foram instalados grupos Bororo, trazidos de Mato Grosso especificamente para combater os Kayapós. Outro aldeamento criado especificamente para fazer frente à grupos indígenas que resistiam à ocupação europeia do chamado Sertão da Farinha Podre foi Sant’Anna do Rio das Velhas, atual município de Indianópolis. Estes aldeamentos congregavam povos indígenas de diversas origens étnicas, práticas culturais e idiomas diferentes, o que frequentemente gerava tensões e conflitos entre os mesmos.
Paralelamente, grupos quilombolas também se estabeleceram no Sertão da Farinha Podre em meados do século XVIII. Estes refúgios acabaram sendo destruídos no que ficou conhecido como a Grande Guerra do Campo Grande, entretanto. Fontes da época e estudos historiográficos posteriores relatam a presença numerosa de indígenas enquanto aliados dos quilombolas, lutando ao seu lado em diversas ocasiões, sendo a mais conhecida o Grande Ataque ao Quilombo do Campo Grande ocorrido no Quilombo do Ambrósio (localizado na atual Ibiá) em 1759-1760. Esta ocupação quilombola no Sertão da Farinha Podre pode ser observada até hoje no sítio Arqueológico do Quilombo do Campo Grande, um verdadeiro exemplo da territorialização da cultura de matriz africana na região.
Entre 1770 e 1780, Araxá e outros povoamentos do oeste e sul mineiro testemunharam um aumento contínuo de sua população, período em que também teriam surgido as primeiras fazendas de gado, processo ocasionado tanto pela necessidade de produção de víveres quanto pelo progressivo declínio da exploração do ouro enquanto principal atividade econômica regional.
Visto que o Sertão da Farinha Podre servia mais como local de passagem e pouso até então, bem como para produção de alimentos e alguns itens necessários para colonização destas e de outras terras onde a mineração ocorria de forma mais intensa, a crise econômica dos últimos anos do “ciclo do ouro” teria gerado menos impacto do que em outras localidades goianas e mineiras. De certa forma, o declínio da mineração aurífera estimulou a concessão de sesmarias, e o desenvolvimento de fazendas de gado progressivamente criou condições para a formação de pequenos centros urbanos regionais, como é o caso de Araxá. A relativa fertilidade do solo, bem como a presença de sal mineral nas águas do atual Complexo Hidrotermal e Hoteleiro do Barreiro, também contribuíram para a fixação da população no local. Com efeito, o termo de demarcação da sesmaria do Barreiro data de 1785:

"Aos 25 dias do mês de agosto de 1785, nesta paragem dos Sertoins dos Arachás, debaixo da serra do mesmo nome, fincamos uma pedra em sentido perpendicular com quatro testemunhas para os 4 pontos cardeais. Daí partimos em direção ao oeste, medindo 2722 cordas de 2 braças cada uma, onde fincamos o 2º marco; daí seguimos em direção ao norte onde fincamos o 3º marco defronte a Fazenda do Campo Aberto; daí seguimos em direção ao nascente, na Fazenda Pão de Açúcar onde fincamos o 4º marco, e deste 4º marco em linha reta até o marco peão na Boca da Mata"

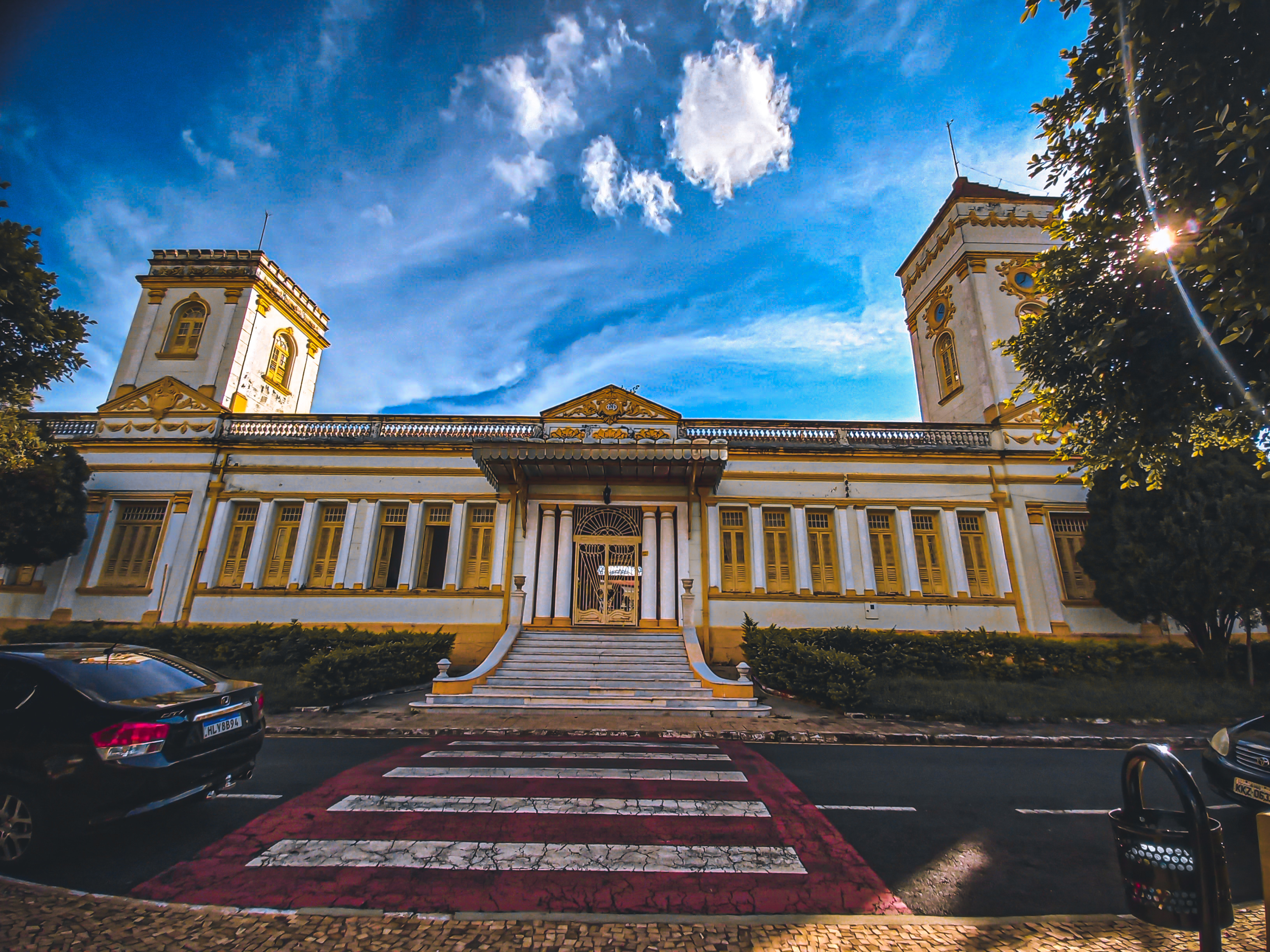
Antiga estação ferroviária de Araxá, construída na década de 20, e hoje sede da Fundação Cultural Calmon Barreto.

Por conseguinte, a Freguesia de São Domingos do Araxá foi fundada em 1791, mesmo ano em que o primeiro vigário local, Padre Domingos da Costa Pereira, foi nomeado. Após cerca de cinco anos de obras, em 1800 foi inaugurada a primeira igreja consagrada ao padroeiro de Araxá, São Domingos de Gusmão. Essa edificação teria existido até a década de 1930, quando foi demolida. A edificação atual, denominada Igreja Matriz de São Domingos de Gusmão, foi inaugurada em 1948, sendo tombada enquanto patrimônio municipal pela Fundação Cultural Calmon Barreto.
Em 20 de dezembro de 1811, a Freguesia de São Domingos é elevada a Julgado de São Domingos de Araxá, desmembrando-se do Julgado do Desemboque. Em 1816, a região do Sertão da Farinha Podre é separada da Capitania de Goiás e anexada à de Minas Gerais, ficando sob jurisdição de Paracatu até 1830. A incorporação dessa região à capitania mineira, que se tornou permanente, deveu-se em parte ao requerimento feito pelos próprios moradores de Araxá à Coroa Portuguesa. A presença de uma população já suficientemente representativa em termos políticos pode ser observada nos relatos de viagem de Auguste de Saint-Hilaire, o qual informava a existência de 75 pequenas casas em Araxá no ano de 1815.

A distância em relação à vila de Paracatu logo acabou se tornando motivo de descontentamento dos habitantes mais influentes de Araxá, um julgado que já tinha mais de 6.000 moradores nas primeiras décadas do século XIX. Diante disso, em 1830, Araxá constituiu sua própria Câmara, elegendo como presidente Mariano de Ávila, ação que efetivamente rompeu a dependência em relação à vila de Paracatu. No ano seguinte Araxá é reconhecida enquanto vila, abarcando em sua jurisdição praticamente todo o Sertão da Farinha Podre, sob a condição de construir (com seus próprios recursos) um Fórum e Cadeia Pública. Contudo, em 1836 o chamado Antigo Município de Araxá, até então abrangendo toda a região entre os rios Grande e Paranaíba em extensão superior à que hoje é chamada de Triângulo Mineiro, começou a ser desmembrado. Nesse mesmo ano, pela Lei Mineira n.º 28, de 22 de fevereiro, o território onde hoje encontra-se Uberaba, é elevado à categoria de município à pedido de Capitão Domingos da Silva e Oliveira  sob a denominação de Vila de Santo Antônio de Uberaba, desvinculando-se da Vila de Araxá.  Em 1865, através da Lei Provincial n.º 1259, a então Vila de São Domingos de Araxá é elevada à categoria de cidade.

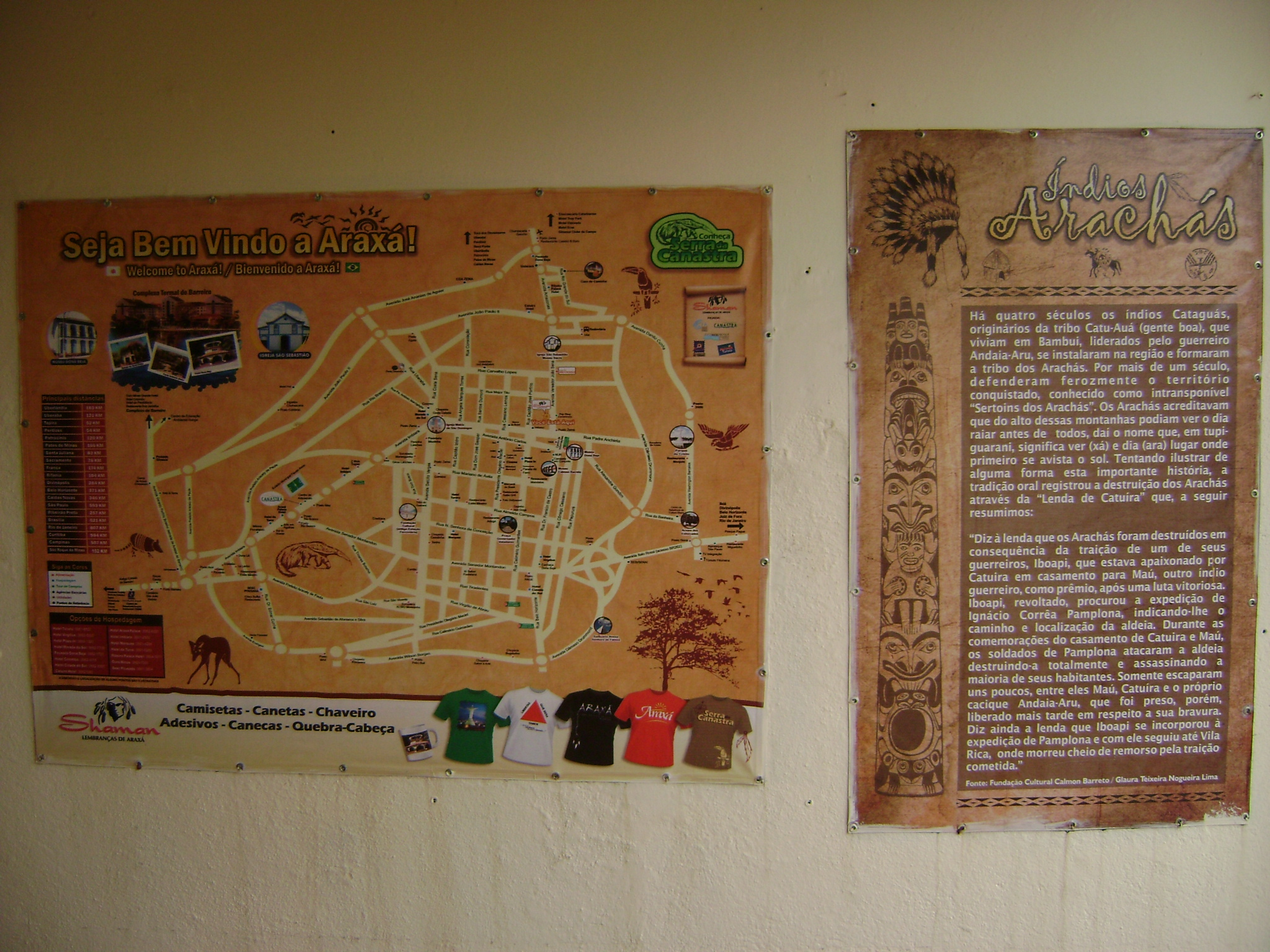
Os museus da cidade de Araxá mostram muito da sua interessante história.

O fim do século XIX também trouxe uma renovação do interesse pelas fontes de águas minerais do Barreiro, a partir de então alvo de um turismo incipiente porém crescente. Inicialmente valorizado por suas propriedades terapêuticas, a ponto de ser considerado um local ideal de convalescência para doentes de tuberculose, no Barreiro foram construídos hotéis e balneários entre as décadas de 1910 e 1940. Tendo em vista seu potencial econômico elevado, as próprias terras do Barreiro chegaram a ser doadas ao Estado pela Prefeitura Municipal em 1915, processo que acarretou, por sua vez, em apoio financeiro estadual para a construção da sede de governo de Araxá. Esse interesse também contribuiu para a construção de novas vias de acesso ao município propriamente e ao Barreiro, distante cerca de nove quilômetros do centro de Araxá. A ligação com o ramal Estrada de Ferro Oeste de Minas (EFOM) foi concluída em 1926, sendo ampliada e reformada uma estrada de ligação entre o centro de Araxá e Barreiro nos anos subsequentes, após seguidas pressões de setores da imprensa local e estadual e do governo de Minas Gerais. Não por acaso, esse processo acarretou inclusive a desapropriação de terras no Barreiro em 1934, tendo em vista a valorização adquirida com o afluxo crescente de turistas de todo o país.
Na década de 1950, teve início um novo ciclo de desenvolvimento econômico do município com a instalação da COMIG – Companhia Mineradora de Minas Gerais, e da implantação de indústrias, como a CAMIG – Companhia Agrícola de Minas Gerais, e a CBMM – Companhia Brasileira de Metalurgia e Mineração. A ação dessas empresas deu sustentação econômica ao município, fazendo surgir novas indústrias, o que gerou fluxo migratório para o município. Tal situação foi reforçada a partir de 1971, com a instalação da Arafértil, atual Mosaic Fertilizantes, do setor de fertilizantes.

## Geografia
Araxá é o município sede da Região Geográfica Imediata de Araxá, que por sua vez compõe a Região Geográfica Intermediária de Uberaba. A Estância Hidromineral de Araxá, no Sudoeste Mineiro, na Zona Geográfica do Alto Paranaíba, é propícia ao desenvolvimento dos diferentes ramos da atividade turística, devido a fatores históricos, geográficos e econômicos.

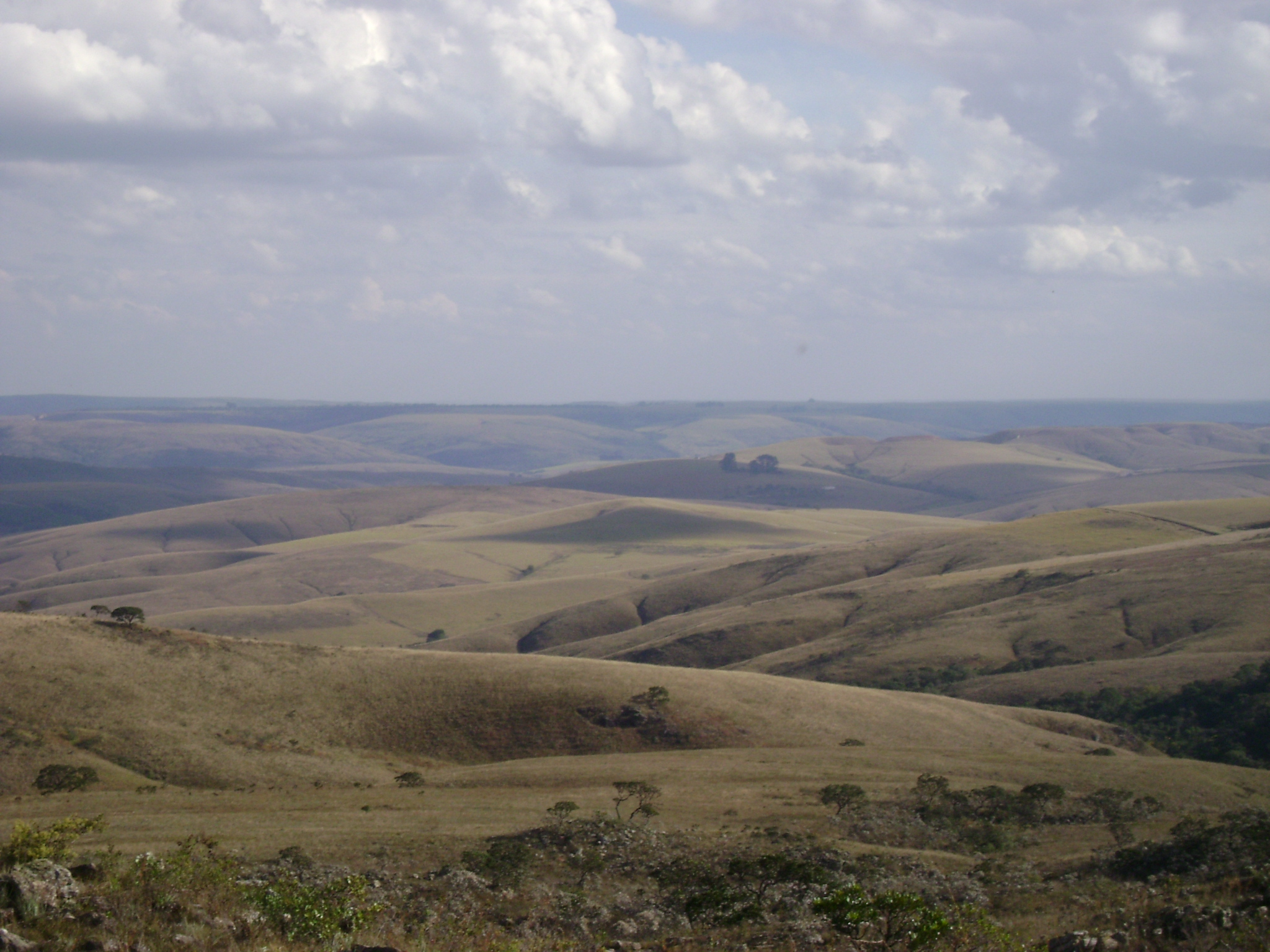
Mares de morros a partir do Morro da Ventania, ou "Horizonte Perdido".

### Relevo
Constituído de terras planas e colinas, a altitude máxima é de 1.359 metros e a mínima de 910 metros. O relevo do município mostra variações entre situações geológicas típicas do cerrado e de serras. Sua vegetação intercala campos de pastagens com pequenas matas naturais, compondo paisagens deslumbrantes.
- Altitude máxima 1.359 metros (Serra da Bocaina)
- Altitude mínima 910 metros (Rio Capivara)[44]
- Cidade 973 metros (Igreja Matriz São Domingos)

O relevo é composto de 15% plano, 60% ondulado e 25% montanhoso.

### Hidrografia
O município está localizado entre duas grandes Bacias Hidrográficas: Bacia do Rio Grande e Bacia do Rio Paranaíba. Todas possuem grande potencial hidrelétrico. Araxá integra o Circuito das Águas de Minas Gerais, reconhecido pelas propriedades terapêuticas diversificadas de suas águas medicinais. Também conhecida pelos Mineiros de a "terra da juventude" por causa de suas águas, que segundo dizem fazem milagres.
O município possui uma área de proteção especial para fins de preservação de seus mananciais. Os principais rios do município são: Rio Tamanduá e Rio Capivara, afluentes do Rio Paranaíba.

### Clima
Araxá está localizado a uma altitude de 973 metros, e possui um clima tropical de altitude do tipo Cwa na classificação climática de Köppen-Geiger, apresentando uma temperatura média compensada anual de 21 °C e índice médio pluviométrico anual de 1550 mm, concentrados nos meses de primavera e verão. Segundo dados do Instituto Nacional de Meteorologia (INMET), referentes ao período de 1948 a 1950 e a partir de 1971, a menor temperatura registrada em Araxá foi de 0,5 °C em 1º de junho de 1979 e a maior atingiu 37,2 °C em 7 de outubro de 2020. O maior acumulado de precipitação em 24 horas foi de 140,8 milímetros (mm) em 20 de janeiro de 2003.
Outros acumulados iguais ou superiores a 100 mm foram: 115,2 mm em 27 de janeiro de 2004, 115 mm em 6 de fevereiro de 2004, 114 mm em 26 de janeiro de 1949, 111,8 mm em 3 de novembro de 1979, 109 mm em 23 de dezembro de 1994 e 3 de janeiro de 1997, 108 mm em 1º de dezembro de 2017, 107 mm em 19 de janeiro de 1985, 105,8 mm em 17 de fevereiro de 2019 e 101,6 mm em 8 de fevereiro de 2000. Desde dezembro de 2002, quando foi instalada uma estação automática, a maior rajada de vento alcançou 23,4 m/s (84,2 km/h) em 23 de janeiro de 2012 e o menor índice de umidade relativa do ar (URA) foi de 10% em várias datas.
| Dados climatológicos para Araxá                                                                                          | Dados climatológicos para Araxá | Dados climatológicos para Araxá | Dados climatológicos para Araxá | Dados climatológicos para Araxá | Dados climatológicos para Araxá | Dados climatológicos para Araxá | Dados climatológicos para Araxá | Dados climatológicos para Araxá | Dados climatológicos para Araxá | Dados climatológicos para Araxá | Dados climatológicos para Araxá | Dados climatológicos para Araxá | Dados climatológicos para Araxá |
| Mês | Jan                             | Fev                             | Mar                             | Abr                             | Mai                             | Jun                             | Jul                             | Ago                             | Set                             | Out                             | Nov                             | Dez                             | Ano                             |
| --- | ------------------------------- | ------------------------------- | ------------------------------- | ------------------------------- | ------------------------------- | ------------------------------- | ------------------------------- | ------------------------------- | ------------------------------- | ------------------------------- | ------------------------------- | ------------------------------- | ------------------------------- |
| Temperatura máxima recorde (°C)                                                                                          | 34,9                            | 35,2                            | 34,3                            | 32,4                            | 31,1                            | 30,1                            | 31,5                            | 34                              | 36,7                            | 37,2                            | 36,7                            | 34,3                            | 37,2                            |
| Temperatura máxima média (°C)                                                                                            | 28,3                            | 28,8                            | 28,1                            | 27,8                            | 26                              | 25,3                            | 25,5                            | 27,6                            | 29                              | 29,4                            | 27,9                            | 28,1                            | 27,7                            |
| Temperatura média compensada (°C)                                                                                        | 22,6                            | 22,7                            | 22,2                            | 21,6                            | 19,6                            | 18,7                            | 18,7                            | 20,3                            | 21,9                            | 22,8                            | 22,1                            | 22,3                            | 21,3                            |
| Temperatura mínima média (°C)                                                                                            | 19                              | 18,9                            | 18,6                            | 17,6                            | 15,1                            | 14,3                            | 14,1                            | 15,2                            | 17                              | 18,3                            | 18,2                            | 18,7                            | 17,1                            |
| Temperatura mínima recorde (°C)                                                                                          | 9,7                             | 10,9                            | 10,5                            | 5,4                             | 2,1                             | 0,5                             | 1,6                             | 4,5                             | 8,1                             | 7,9                             | 7,2                             | 8,6                             | 0,5                             |
| Precipitação (mm) | 294                             | 227,1                           | 206,8                           | 80,7                            | 48,6                            | 17                              | 7                               | 11,8                            | 60,6                            | 118                             | 210,3                           | 285,5                           | 1 567,4                         |
| Dias com precipitação | 17                              | 14                              | 14                              | 7                               | 4                               | 2                               | 1                               | 2                               | 5                               | 9                               | 14                              | 18                              | 107                             |
| Umidade relativa compensada (%)                                                                                          | 79,3                            | 77,7                            | 79,3                            | 75,6                            | 72,9                            | 69,6                            | 63,6                            | 57,5                            | 59,6                            | 67                              | 76,6                            | 80,4                            | 71,6                            |
| Insolação (h) | 156,7                           | 177,1                           | 180,1                           | 220,2                           | 224,1                           | 229                             | 250,3                           | 264,2                           | 219,5                           | 206,2                           | 168,1                           | 149,2                           | 2 444,7                         |
| Fonte: INMET (normal climatológica de 1991-2020; recordes de temperatura: 01/01/1948 a 31/12/1950 e 02/03/1971-presente) |                                 |                                 |                                 |                                 |                                 |                                 |                                 |                                 |                                 |                                 |                                 |                                 |                                 |

## Demografia
De acordo com o censo de 2022 do Instituto Brasileiro de Geografia e Estatística (IBGE), Araxá possuía uma população de 111 691 habitantes, sendo a 28ª cidade com a maior população em Minas Gerais. O censo apontou uma densidade demográfica de 95,95 habitantes por km², com uma média de 2,75 moradores por residência. A distribuição da população por cor ou raça foi revelada pelos seguintes números: 56 048 pessoas brancas (50,18%), 43 239 pardas (38,71%), 12 042 negras (10,78%), 283 pessoas amarelas (0,25%) e 77 indígenas (0,07%).

## Infraestrutura

### Transportes

#### Sistema rodoviário
O município é servido pelas seguintes rodovias: BR-262, BR-452, MG-428, MG-341, BR-146.
Sistema ferroviário
O acesso ferroviário é feito por uma variante do Ramal Ibiá-Uberaba da antiga Rede Ferroviária Federal (RFFSA), onde é realizado o transporte de cargas pela Ferrovia Centro Atlântica. Desse ramal, partem desvios férreos que se direcionam às sedes de grandes indústrias locais. O transporte de passageiros pelo ramal se encontra desativado na região desde 1979.

#### Sistema aeroportuário
O município é servido pelo Aeroporto Romeu Zema, localizado a 5 quilômetros do centro da cidade e atualmente delegado pela prefeitura de Araxá. É operado pela Azul Linhas Aéreas, que oferece voos regulares para Belo Horizonte e São Paulo.

### Educação
Segundo o IBGE, em 2023 foram registradas 13.487 matrículas no ensino fundamental em 38 escolas e 4.182 matrículas no ensino médio em 14 escolas. O total de educadores foi de 687 para o ensino fundamental e 359 para o ensino médio.
O município conta com importantes instituições de ensino, incluindo o Uniaraxá (Centro Universitário do Planalto de Araxá), que é mantido pela Fundação Cultural de Araxá como entidade filantrópica. Também está presente o Centro Federal de Educação Tecnológica de Minas Gerais (CEFET-MG), atualmente administrado pelo Ministério da Educação. Entre as escolas de destaque, encontram-se o Colégio São Domingos, Atena, Gabarito, Polivalente, Dom Bosco e Dom José Gaspar.
No ano de 2022, Araxá aderiu ao "Projeto Mãos Dadas", promovido pela Secretaria de Estado de Educação de Minas Gerais (SEE/MG) e destinado ao apoio pedagógico de alunos nos primeiros anos do ensino fundamental. No mesmo período, outros 164 municípios de Minas Gerais também participavam do projeto, totalizando cerca de 63 mil matrículas nas redes municipais. Em Araxá, aproximadamente 300 crianças estavam a ser atendidas pelo programa.
Em 2023, ocupou a 3ª posição no estado e a 38ª no país no ranking de cidades com melhor acesso à educação, de acordo com o Centro de Liderança Pública (CLP). Por meio do programa "Eu Vou", o município passou a garantir gratuidade no transporte público coletivo para alunos de escolas públicas e creches. Simultaneamente, o Centro de Atendimento à Educação Inclusiva (CAEI) e o Projeto CAEIzinho passaram a atender crianças de 4 a 8 anos com atraso no desenvolvimento, provenientes de famílias com renda de até 3 salários mínimos. O projeto de inclusão recebeu apoio do Conselho Municipal dos Direitos da Criança e do Adolescente (CMDCA).

## Turismo
Araxá fortaleceu-se como polo turístico a partir da década de 1940, com a inauguração do Complexo Hidrotermal e Hoteleiro do Barreiro, localizado no Parque do Barreiro. Atualmente, o município faz parte do Circuito Turístico da Canastra e destaca-se pelo turismo rural e histórico-cultural.

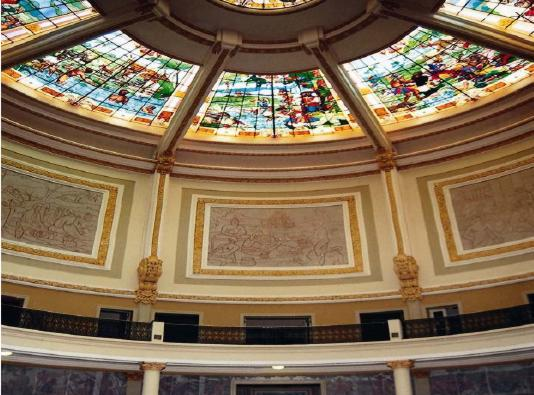
Casa de banhos localizada nas Termas de Araxá.

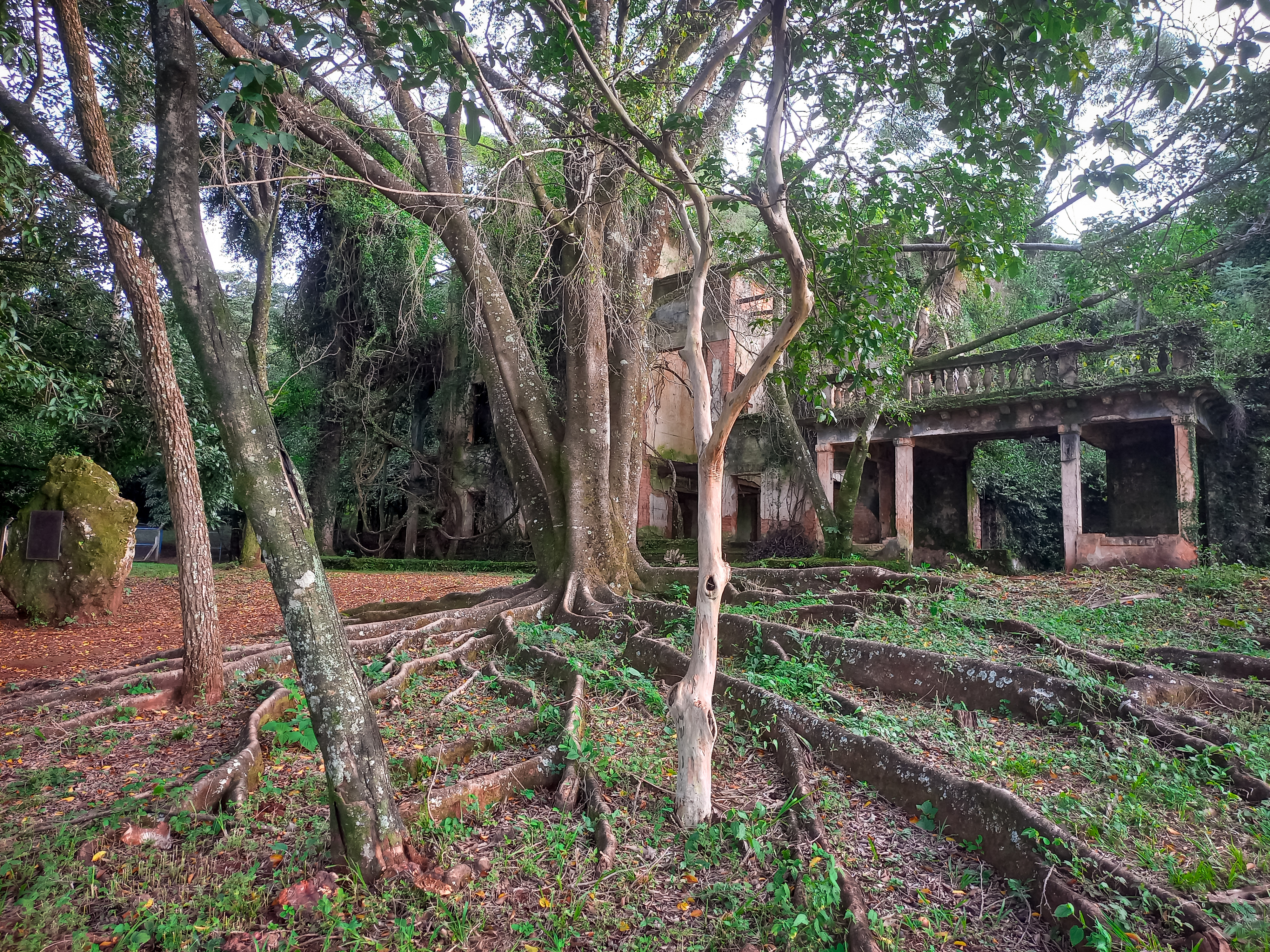
Ruínas do Hotel Rádio, no Complexo do Barreiro.

### Pontos turísticos
- Antiga Estação Ferroviária de Araxá: Construída na década de 1920, foi transformada em sede da Fundação Cultural Calmon Barreto em 1985. O edifício foi tombado como patrimônio municipal em 1990.[61]
- Árvore dos Enforcados: Patrimônio histórico e cultural por sua relevância histórica, com uma existência datada desde o século XIX.[62]
- Memorial de Araxá: Exibe mobiliário histórico e fotografias de residentes notáveis que passaram ou residiram na cidade.[63]
- Museu Calmon Barreto: Inaugurado em 1996 em dedicação ao escritor Calmon Barreto de Sá Carvalho.
- Serra da Bocaina: Destino popular entre escaladores e praticantes de esportes de aventura, destaca-se por suas formações rochosas e terreno monoclinal.[64] Localiza-se a cerca de 30 km da cidade e abriga o local conhecido como Morro da Ventania (Horizonte Perdido), que possui uma rampa de voo a 1.350 metros do nível do mar.[65]
- Parque do Cristo: Espaço público e recreativo, inaugurado em 1982 e revitalizado em 2017.[66] Está localizado junto ao Parque Ecológico de Araxá, abrigando uma pista de caminhada com 1.000 metros de percurso, playground e iluminação noturna.[67]
- Teatro Municipal Maximiliano Rocha: Inaugurado em 2012, sedia eventos culturais de interesse público. Localiza-se em frente à Igreja Matriz de São Domingos.[68]

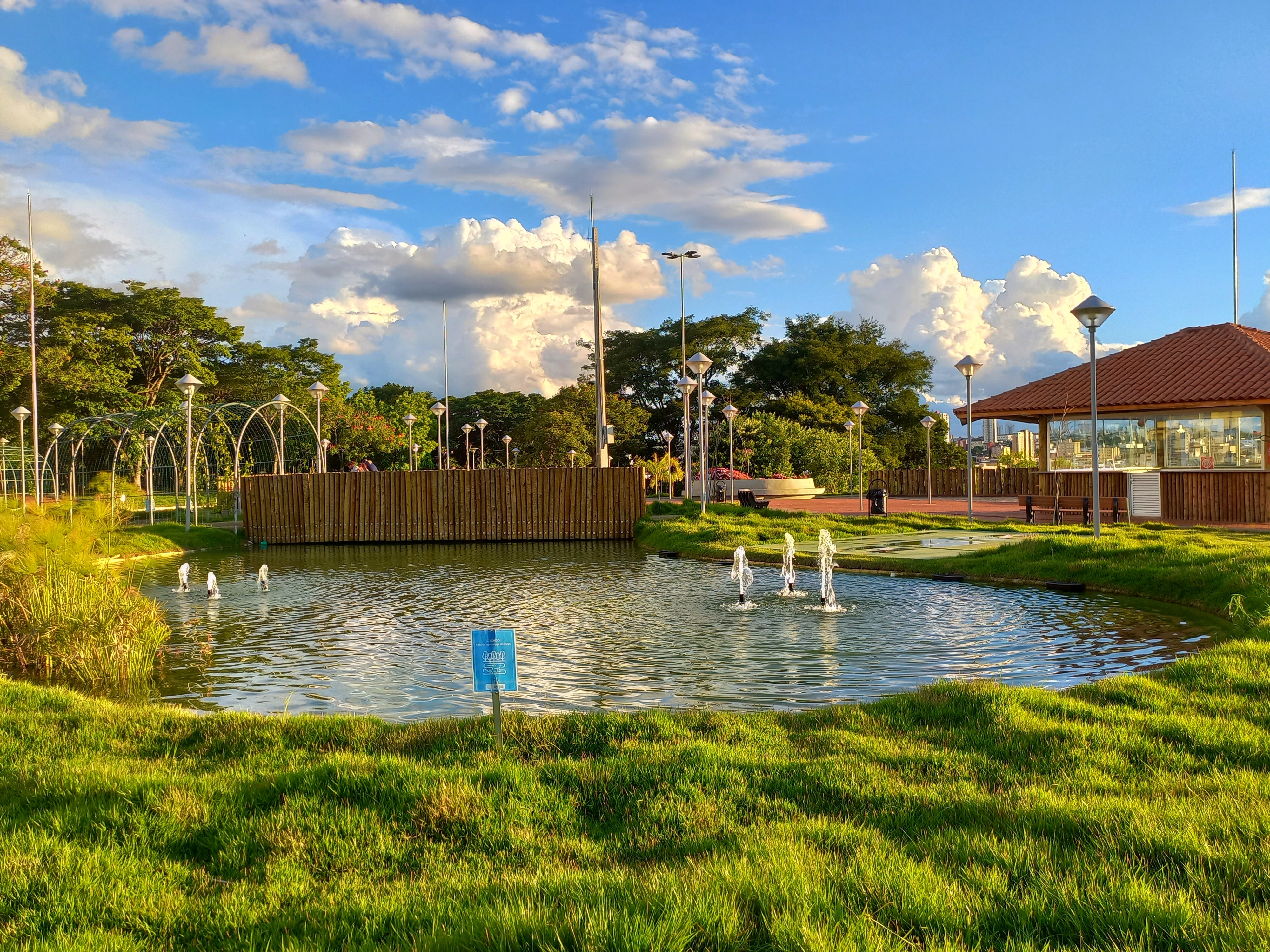
Parque Ecológico de Araxá, em anexo ao Parque do Cristo.

### Bens tombados
- Igreja de São Sebastião: Construída em 1804, e a mais antiga igreja de Araxá, tendo sido cenário da Revolução de 1842. Foi tombada em 1979 enquanto patrimônio estadual pelo Instituto Estadual de Patrimônio Histórico e Artístico (IEPHA), e preserva itens sacros e de relevância histórica para o município;[69]
- Complexo Hidrotermal e Hoteleiro do Barreiro: Também conhecido por abrigar as Termas de Araxá, foi construído entre 1938 e 1945, a partir de esforços para transformar o município em uma estância balneária nacional. É onde localiza-se o Grande Hotel de Araxá, e outras edificações como a Capela de Nossa Senhora das Graças, e as Fontes Dona Beja, e Andrade Júnior.[11][70]
- Igreja Matriz de São Domingos de Gusmão: Construída pela Congregação Salesiana e inaugurada em 1948;[71]
- Edifício Nacional: Inaugurado em 1931, foi o primeiro edifício a sediar uma agência bancária em Araxá, hospedando o Banco do Comércio e Indústria de Minas Gerais, que foi incorporado posteriormente pelo Banco Nacional. O edifício foi tombado como patrimônio municipal em 1998.[72]
- Cine Teatro Brasil: Inaugurado por volta de 1930, seu edifício foi tombado como patrimônio histórico em 1998.[73] É denominado atualmente como Casa do Poeta, e sedia a Biblioteca Pública Municipal Viriato Corrêa, bem como a Academia Araxaense de Letras;[74]
- Estação Ferroviária do Distrito de Itaipu: Inaugurada em 1926 pela antiga Estrada de Ferro Oeste de Minas (EFOM), como parte do ramal Ibiá-Uberaba. Atualmente é utilizada como centro cultural;[75]
- Museu Histórico de Araxá – Dona Beja: Edifício colonial da primeira metade do século XIX e antiga residência de Dona Beja. Foi transformado em museu regional por Assis Chateaubriand em 1965, e foi tombado mais tarde como patrimônio municipal em 1990;[76]
- Palácio Nagib Feres: Construído entre 1820 e 1830, abrigou no passado a Câmara Municipal e a Prefeitura da cidade, além de ter servido como o Tiro de Guerra e a Cadeia Pública. Tombado como patrimônio municipal desde 1990, atualmente abriga o Museu da Memória Legislativa de Araxá.[77]

Fonte: Fundação Cultural Calmon Barreto, e Biblioteca IBGE.

## Cultura

### Esportes
Diversos esportes são presentes na comunidade araxaense. O futebol, historicamente é o mais tradicional do município, e representado por seu clube esportivo, o Araxá Esporte Clube, e pelos campeonatos de futebol amador, como o "Ruralão".
Também conhecido como "Ganso", o Araxá Esporte Clube é um dos clubes mais notáveis da região do Alto Paranaíba. O clube destacou-se no futebol mineiro a partir de 1965, ao participar do Campeonato Mineiro da Segunda Divisão, conquistando um título em 1966, e por ter enfrentado grandes equipes brasileiras, como Flamengo, Botafogo, e Corinthians até o início da década de 1980. Seus jogos são disputados no Estádio Municipal Fausto Alvim, inaugurado em 1943, e possuindo uma capacidade aproximada de 5.500 espectadores. Em sua história, o estádio também sediou pré-temporadas da Seleção Brasileira e de clubes estaduais de prestígio como o Cruzeiro, Atlético e América Mineiro.
Em Araxá, outros esportes, como o voleibol, a natação e as artes marciais, também se destacam na comunidade, tanto a nível local quanto nacional. Leis de incentivo ao esporte, envolvendo o governo local e entidades privadas, auxiliam na promoção do esporte entre a população, sendo uma dessas iniciativas, o "Projeto Meninas de Ouro", criado em 2017. Este projeto utiliza o voleibol como meio de inclusão para alunos da escola pública, desenvolvendo-os como jovens atletas de Araxá.

### Eventos
Araxá promove uma variedade de eventos comemorativos, muitos dos quais ocorrem em espaços públicos. Entre as atividades culturais, destacam-se as organizadas pela Fundação Cultural Calmon Barreto, que incluem exposições, visitas guiadas, oficinas e realizações artísticas. Festas tradicionais de rua, como os Ternos de Congado e Moçambique, e as Folias de Reis, refletem a religiosidade local. Além disso, festivais de gastronomia e música, assim como eventos esportivos, evidenciam a diversidade do município. Entre seus maiores eventos estão:
- Expoaraxá: Uma das principais exposições agropecuárias do Triângulo Mineiro, que reúne diversos entusiastas e entidades ligadas ao agronegócio. O evento conta com rodeios, leilões de animais, torneios, shows musicais ao vivo, além de feiras e parque de diversões.[87]
- Copa Internacional de Mountain Bike - CIMTB: Sediada em Araxá desde 2004, é uma das principais competições de ciclismo de montanha da América Latina. O evento reúne dezenas de competidores de diversas partes do mundo, ocorrendo geralmente na área urbana e nos arredores do município. As principais modalidades disputadas são o Cross Country Olímpico (XCO), Short Track e Maratona. O evento também é transmitido por TV a cabo.[88]
- Brazil Classics Show: Encontro de carros antigos realizado a cada dois anos no Parque do Barreiro. O evento reúne colecionadores e entusiastas em uma ampla exposição de veículos raros e de alto valor histórico.[89]
- Festival Saberes e Sabores: Evento gastronômico e cultural da região, com a participação de chefs renomados e atrações musicais. Idealizado por Armando de Angelis, e usando como base a sua obra Sabores e Saberes de Araxá, o evento também promove a cultura local para a população e convidados.[90]
- Festival de Inverno de Araxá: Evento musical e cultural diversificado que inclui shows musicais, e apresentações de teatro, dança e exposição de artes.[91]
- Fliaraxá: Festival literário criado em 2012, aberto a todas as idades, que promove debates e interações literárias com autores nacionais e locais por meio de oficinas e exposições artísticas.[92]
- Open Araxá de Voo Livre: Tradicional campeonato de parapente no Brasil, promovido pelo Clube Araxaense de Voo Livre, com apoio da CBMM e da Prefeitura. O evento reúne pilotos de várias nacionalidades e inclui apresentações musicais, além de ações ambientais e sociais como a arrecadação de alimentos.[93]
- Araxá Festival 4×4: Evento off-road motorizado que reúne jipeiros e entusiastas de várias cidades do país para competirem nas trilhas do município e áreas vizinhas. É organizado pelo Jeep Clube Araxá, em parceria com a prefeitura. Parte da renda ainda é destinada a instituições assistenciais da cidade.[94]